# Pilea discolor
Pilea discolor är en nässelväxtart som beskrevs av Ellsworth Paine Killip. Pilea discolor ingår i släktet pileor, och familjen nässelväxter. Inga underarter finns listade i Catalogue of Life.